# رایز
رایز (کره‌ای: 라이즈; لاتین‌نویسی اصلاح‌شده: Raijeu; مک‌کیون–ریشاور: Raijŭ؛ انگلیسی: Riize، به صورت Rise تلفظ می‌شود) گروه پسرانه اهل کره جنوبی شکل گرفته توسط اس‌ام انترتینمنت است. این گروه متشکل از هفت عضو است: شوتارو، اون‌سوک، سونگ‌چان، وون‌بین، سونگ‌هان، سوهی و آنتون. گروه در ۴ سپتامبر ۲۰۲۳ با انتشار آلبوم تک‌آهنگ Get a Guitar فعالیتش را آغاز کرد.

## نام
نام گروه، Riize، ترکیبی از واژه‌های «Rise» که به معنای «رشد» و «Realize» است که مفهوم آن «یک گروه که با هم رشد می‌کنند و رؤیاها را تحقق می‌بخشند» است.

## اعضا
| فعال - شوتارو (쇼타로) - اون‌سوک (은석) - سونگ‌چان (성찬) - وون‌بین (원빈) - سوهی (소희) - انتون (앤톤) | غیرفعال - سونگ‌هان (승한) |